# آترنو-پسکارا
آترنو-پسکارا (به انگلیسی: Aterno-Pescara) (مشتق شده از یونانی Άτερνος)، سامانه رودخانه‌ای در ابروتزو، واقع در مرکز شرقی ایتالیا است. این رود در قسمت سرچشمه آن به نام آترنو شناخته شده، اما نزدیک شهر پسکارا و دریای آدریاتیک، که در واقع در آنجا ریزابه یا انشعابی از رود اصلی است، به نام پسکارا شناخته می‌شود.